# Monasticismo copta

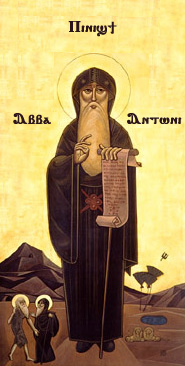
Ícone copta de Antônio, o Grande

O Monasticismo copta é dito ser a forma original do monasticismo, pois Santo Antonio do Egito tornou-se o primeiro a ser chamado "monge" (em grego:  μοναχός) e foi o primeiro a estabelecer um mosteiro cristão que é agora conhecido como o Mosteiro de Santo Antonio na base do Monte Colzim. O Mosteiro de Santo Antonio (também conhecido como o Mosteiro de Abba Antonious) é o mais antigo mosteiro cristão do mundo.
Embora o modo de vida de Santo Antonio estivesse focado na solidão, São Pacômio, o Cenobita, um copta do Alto Egito, estabeleceu o monasticismo comunal nos seus mosteiros do Alto Egito, o qual estabeleceu a estrutura monástica básica para muitos dos mosteiros de hoje em dia em muitas ordens monásticas, mesmo fora da Ortodoxia copta.

## Origens
O monasticismo institucional cristão parece ter começado nos desertos do Egito no século IV d.C. como uma espécie de martírio vivo. Estudiosos como Lester K. Little atribuem a ascensão do monasticismo nesta época às imensas mudanças na Igreja que foram provocadas pela aceitação do Cristianismo por Constantino como a principal religião romana. Isto acabou com a posição dos cristãos como um pequeno grupo que se acreditava ser a elite piedosa. Em resposta, uma nova forma mais avançada de dedicação foi desenvolvida para preservar um núcleo de dedicados. O fim da perseguição também significou que o martírio não era mais uma opção para provar a piedade de alguém. Ao invés disso, o "martírio" a longo prazo do asceta tornou-se comum.
Muitos cristãos egípcios foram para o deserto durante o século III e lá permaneceram para orar, trabalhar e dedicar suas vidas à reclusão e à adoração a Deus. Este foi o início do movimento monástico, organizado por Antônio, o Grande, São Paulo, o primeiro anacoreta do mundo, São Macário, o Grande e São Pacômio, o Cenobita, no século IV.

### São Pacômio
Pacômio estabeleceu seu primeiro mosteiro entre 318 e 323 em Tabennisi, Egito, e quando cresceu muito, seu segundo, o Mosteiro de Pabau, foi construído em Faou. Pacômio passou a maior parte do tempo em Pabau. Na época de sua morte em 345, uma contagem estima que havia 3.000 mosteiros espalhados pelo Egito de norte a sul. Uma geração após sua morte, esse número cresceu para 7.000 e depois se expandiu do Egito para a Palestina e o deserto da Judéia, Síria, norte da África e, eventualmente, Europa Ocidental.

## Monasticismo
O monasticismo cristão nasceu no Egito e foi fundamental na formação da Igreja Copta Ortodoxa de caráter de submissão, simplicidade e humildade, graças aos ensinamentos e escritos dos Grandes Padres dos Desertos do Egito. No final do século V, havia centenas de mosteiros e milhares de celas e cavernas espalhadas pelo deserto Egípcio. Um grande número desses mosteiros ainda está florescendo e tem novas vocações até hoje.
Todo o monasticismo cristão deriva, direta ou indiretamente, do exemplo egípcio: São Basílio, o Grande, Arcebispo de Cesareia da Capadócia, fundador e organizador do movimento monástico na Ásia Menor, visitou o Egito por volta de 357 e seu governo é seguido pelas Igrejas ortodoxas orientais; São Jerônimo que traduziu a Bíblia para o latim, veio ao Egito, a caminho de Jerusalém, por volta do ano 400 e deixou detalhes de suas experiências em suas cartas; Bento fundou a Ordem Beneditina no século VI seguindo o modelo de São Pacômio, mas de forma mais estrita. Inúmeros peregrinos visitaram os "Padres do Deserto" para imitar suas vidas espirituais e disciplinadas.
O monasticismo copta assumiu três formas:
- Monarquismo - Os anacoretas ou ermitões viviam em total isolamento, visitando o abade apenas quando precisavam de aconselhamento. Cada ermitão organizava sua própria oração, vestuário, comida e trabalho. O primeiro anacoreta do mundo foi São Paulo. Ele viveu durante oitenta anos no deserto egípcio sem ver uma única pessoa. Alguns eremitas entraram nos desertos interiores e se estabeleceram ali durante dezenas de anos, não vendo ninguém. Santa Maria do Egito foi um destes, e é também considerada como um daqueles eremitas que são chamados de "Peregrinos", que não tinham uma célula específica, mas viviam sem teto, vagando no deserto;
- O sistema cenobítico - Sob este sistema, fundado por São Pacômio no Alto Egito, os monges viviam em uma comunidade dentro das paredes do mosteiro, em associação uns com os outros, governados por um abade e por regras. Mesmo através deste sistema, o monasticismo cristão nunca perdeu seu anseio pelo monarquismo;
- O Sistema comunal ou vida semi-eremítica - Esta forma de monasticismo está a meio caminho entre o monarquismo e o sistema cenobítico. O modo de vida de Santo Antônio, como descrito por Santo Atanásio, era na verdade semi-eremita em essência, pois os monges viviam em cavernas ou celas separadas e se reuniam ocasionalmente para a Divina Liturgia ou reuniões espirituais. Assim, Santo Antônio preparou o caminho para a ordem comunal. Nas terras selvagens de Nitria e Scetis a ordem comunal foi estabelecida por São Amoun e São Macário, o Grande. Ali, os ascetas não viviam em absoluto isolamento, mas em celas construídas a tal distância que não podiam ver nem ouvir um ao outro. Eles se reuniam para as orações comunitárias aos sábados e domingos.

## Statusmoderno
A Igreja Ortodoxa Copta tem muitos mosteiros e conventos que abrigam muitos monges e monjas. Todos os bispos coptas são escolhidos entre os monges, embora isso não fosse necessário tradicionalmente.
O monasticismo copta viu um reavivamento que começou nos anos 60 durante o papado do Papa Cirilo VI de Alexandria, e atualmente existem mosteiros e conventos coptas no Egito, Estados Unidos, Austrália e Europa que foram reconhecidos pelo Santo Sínodo da Igreja Ortodoxa Copta.
Existem atualmente 33 mosteiros no Egito e nas terras da imigração com um total de mais de 1.000 monges, e seis conventos com cerca de 300 monjas. Os maiores mosteiros, e mais famosos, estão em Wadi Natrun, cerca de 60 milhas a noroeste do Cairo. Eles são os únicos quatro dos antigos mosteiros fortificados auto-suficientes que sobreviveram de muitos que estavam no vale do Wadi Natroun.

## Galeria

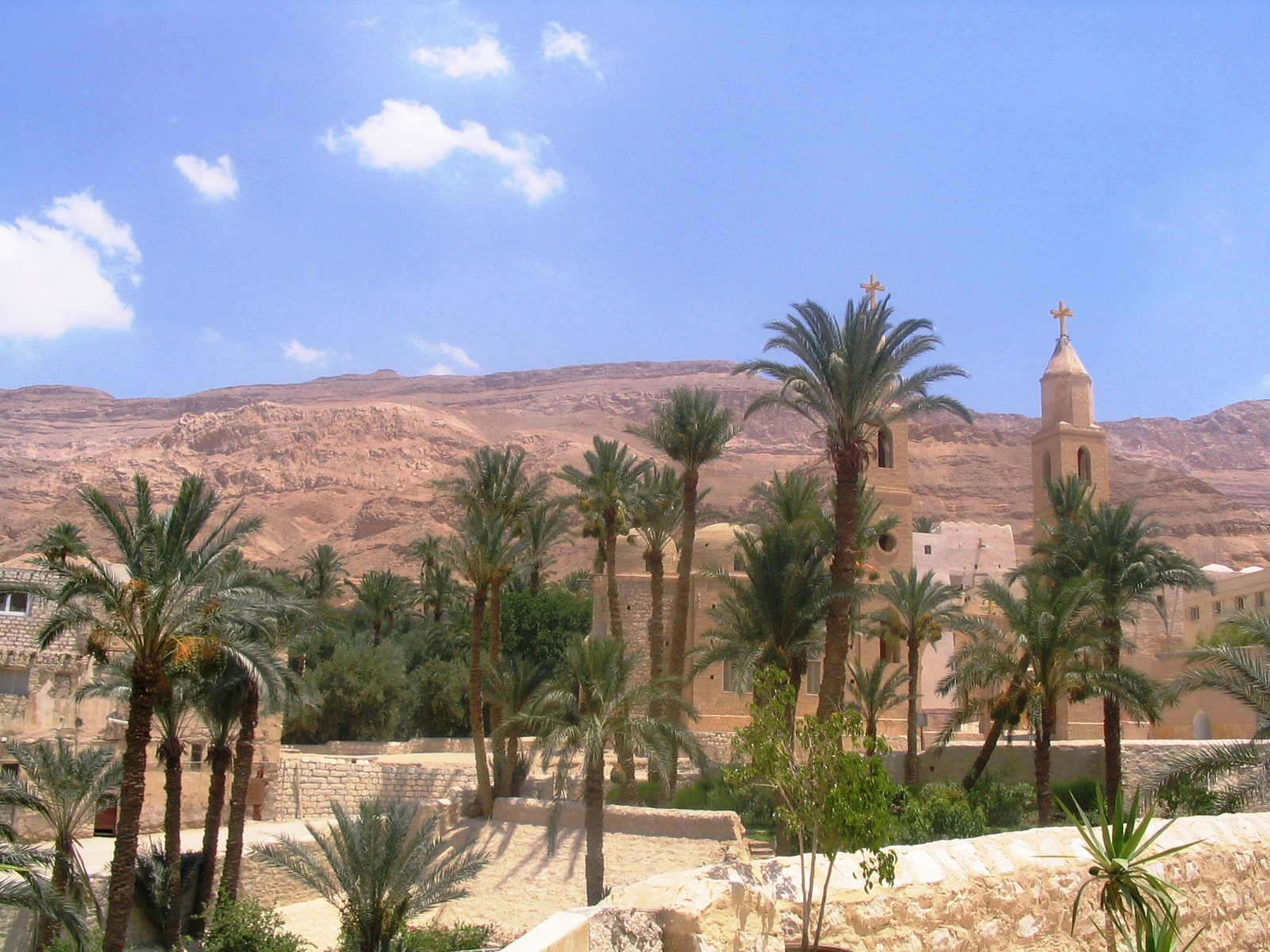
Mosteiro de Santo Antônio, Deserto Oriental, Egito
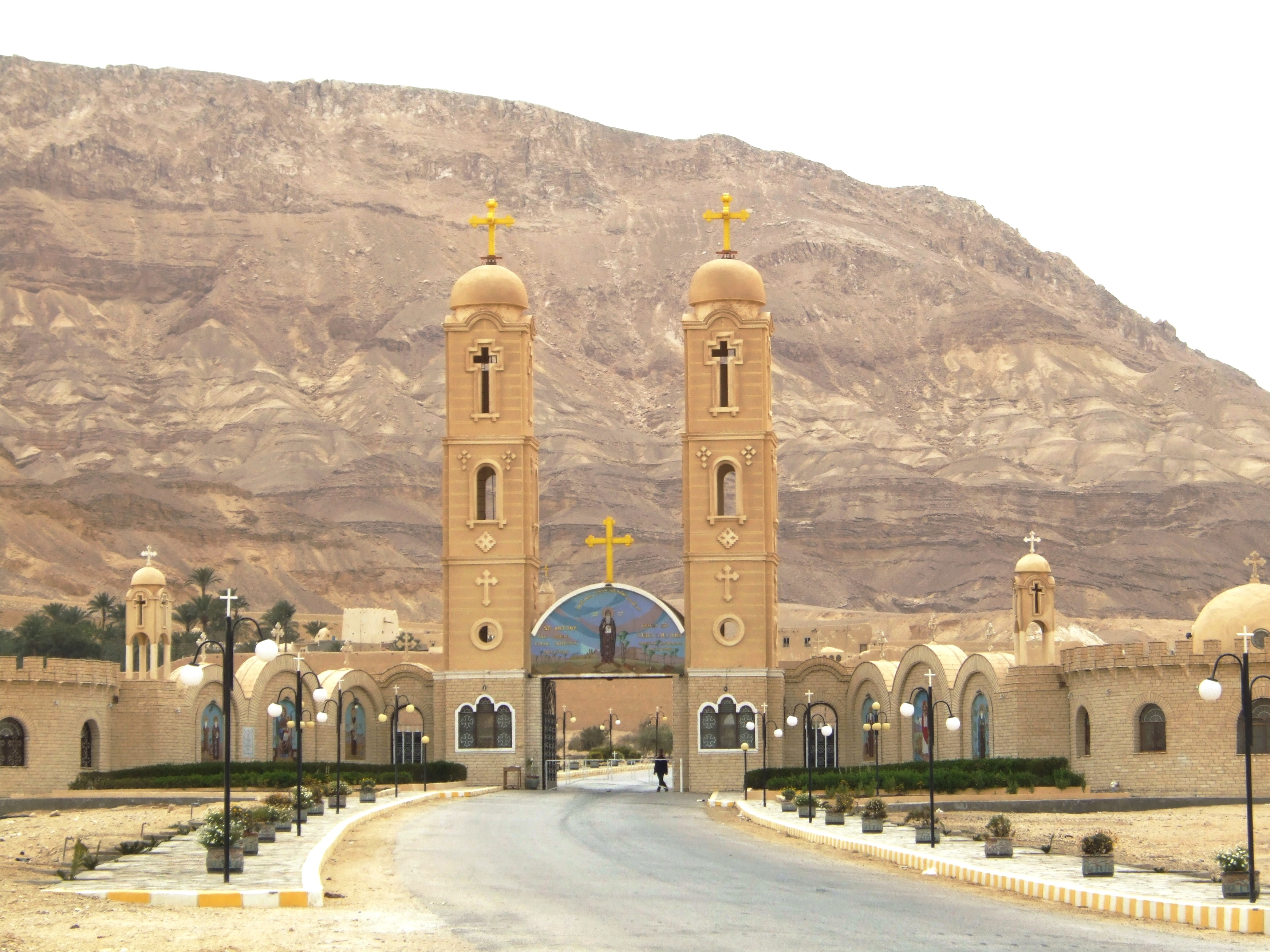
Mosteiro de Santo Antônio, Deserto Oriental perto do Monte Colzim, Egito.
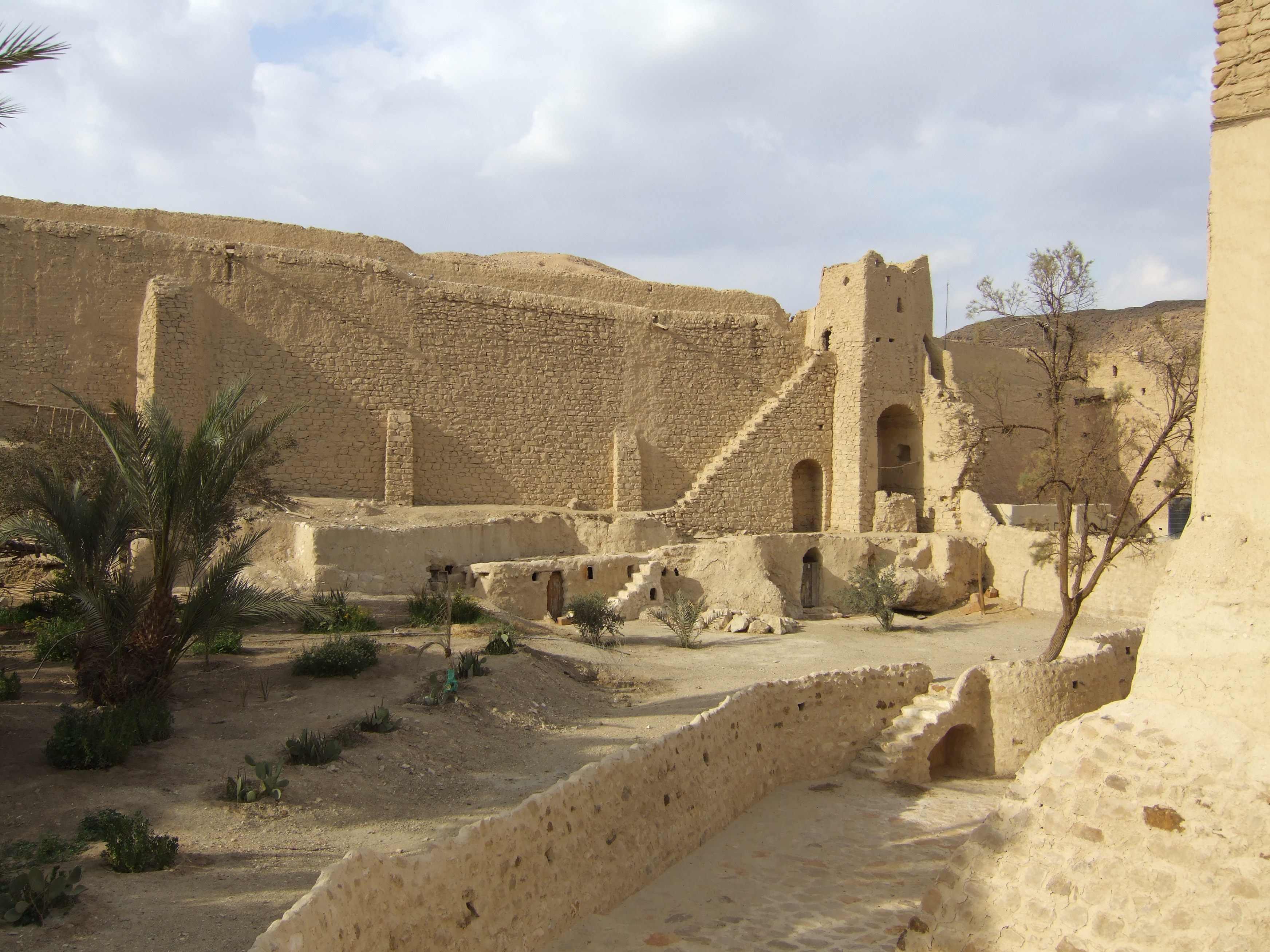
Mosteiro de São Paulo, o Anacoreta, Deserto Oriental, Egito
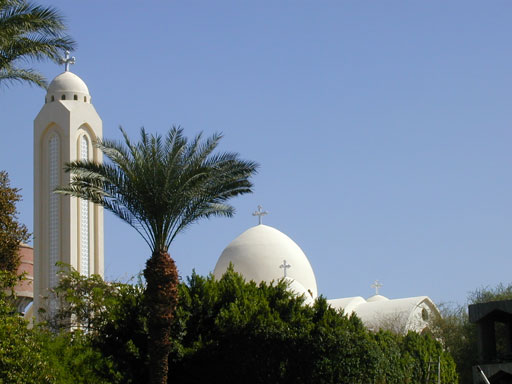
Mosteiro copta em Scetes, Egito
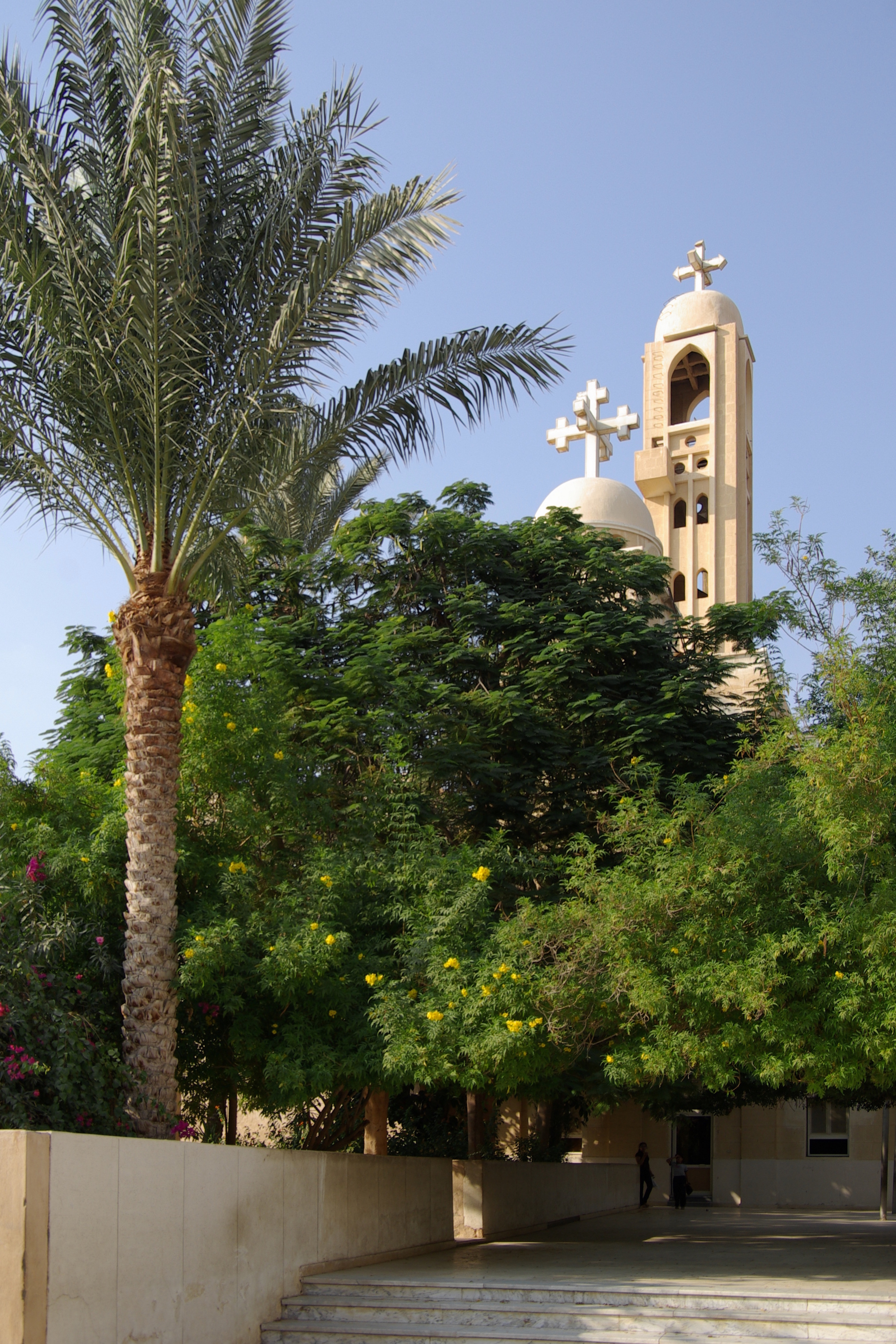
Mosteiro de São Pishoy, Scetes, Egito
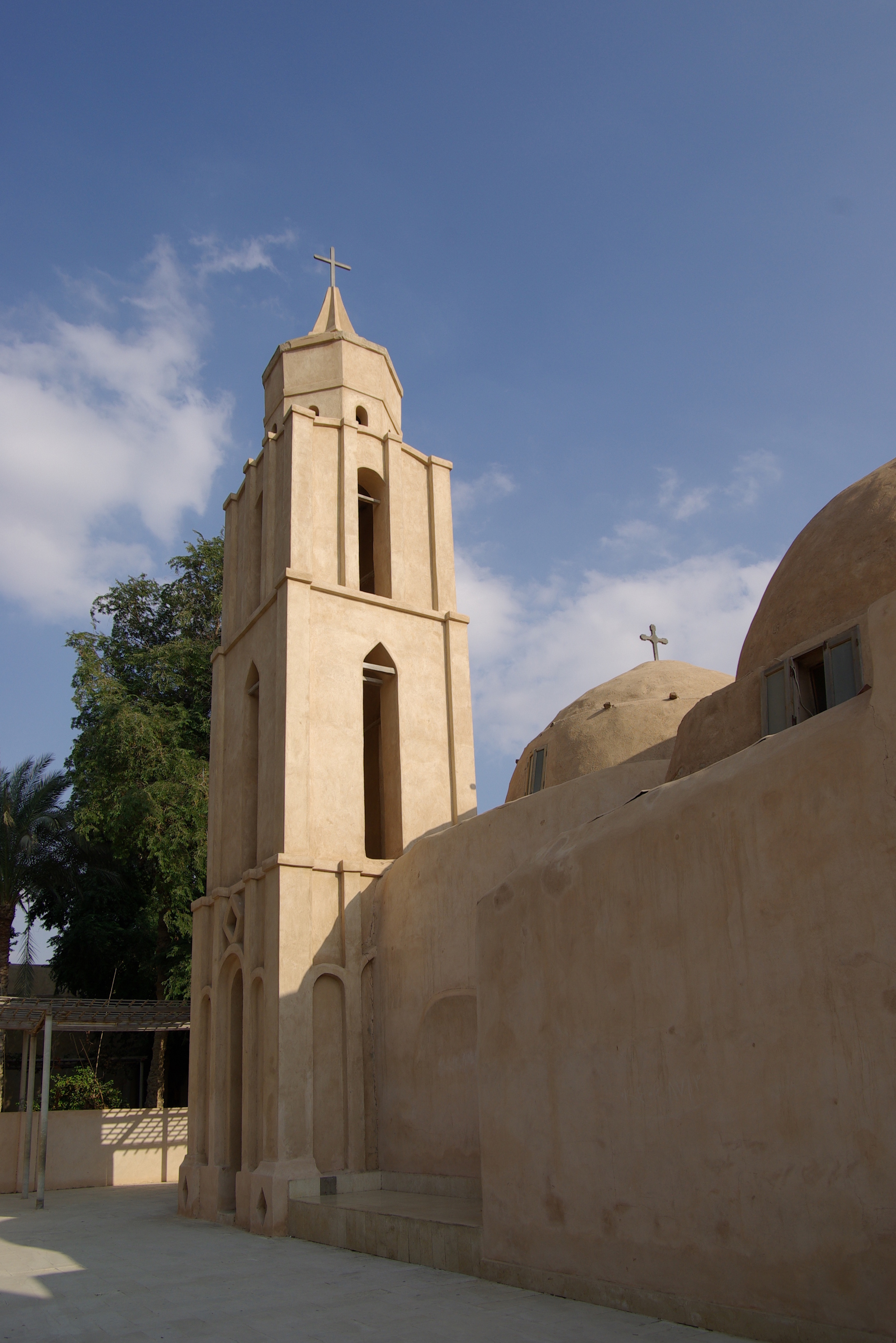
Mosteiro de São Pishoy, Scetes, Egito
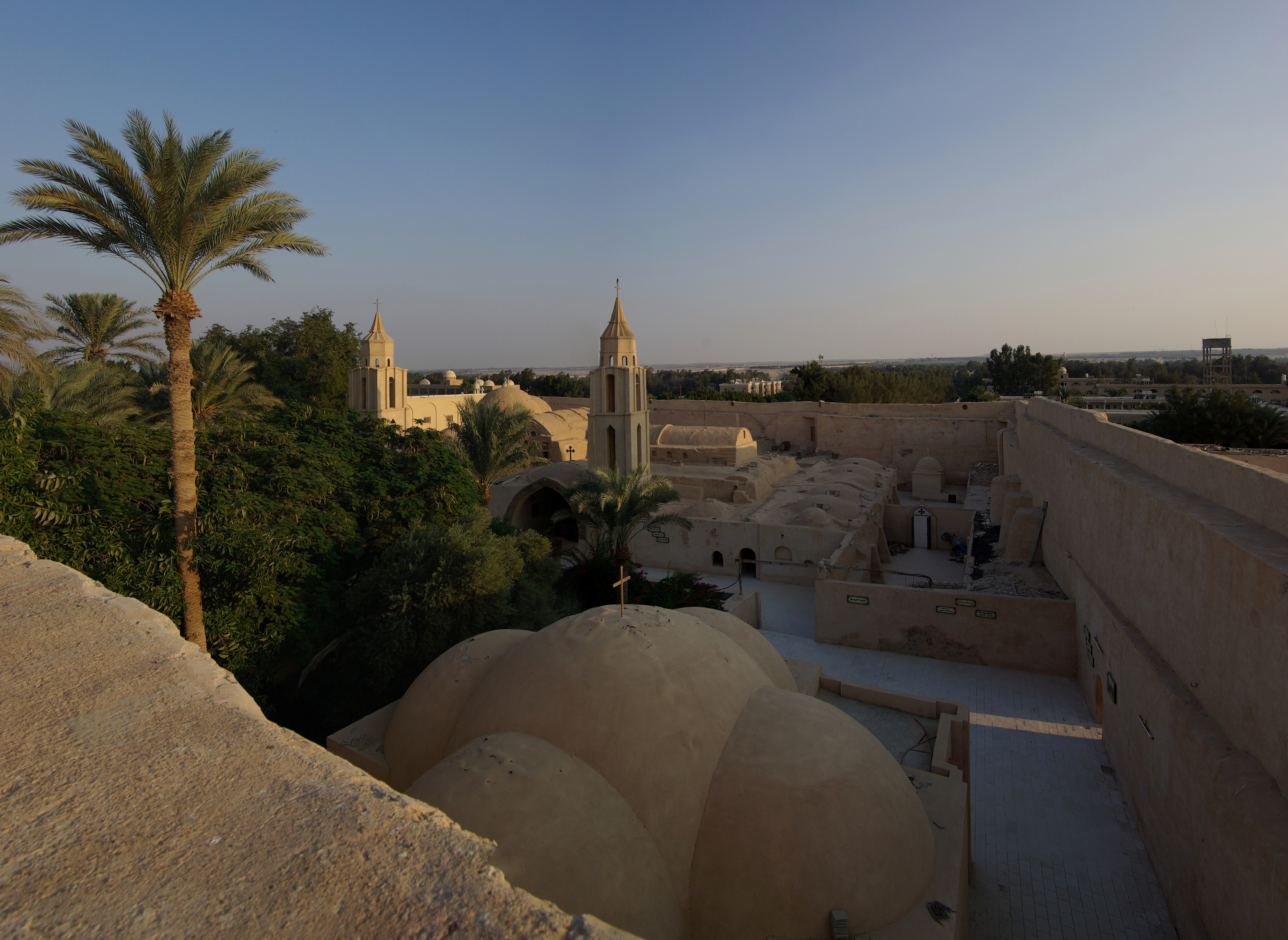
Mosteiro de São Pishoy, Scetes, Egito
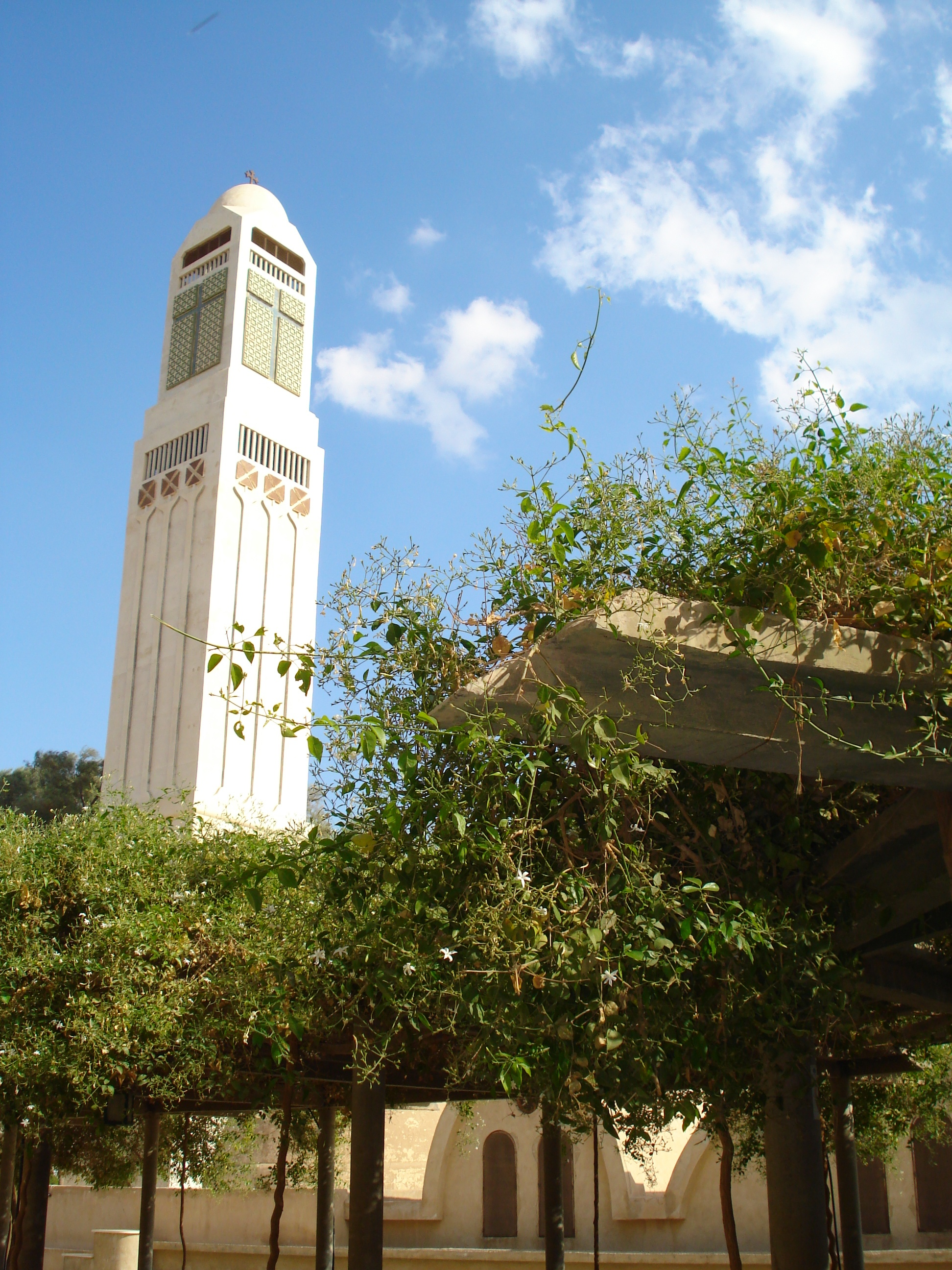
Mosteiro de São Macário, o Grande, Scetes, Egito
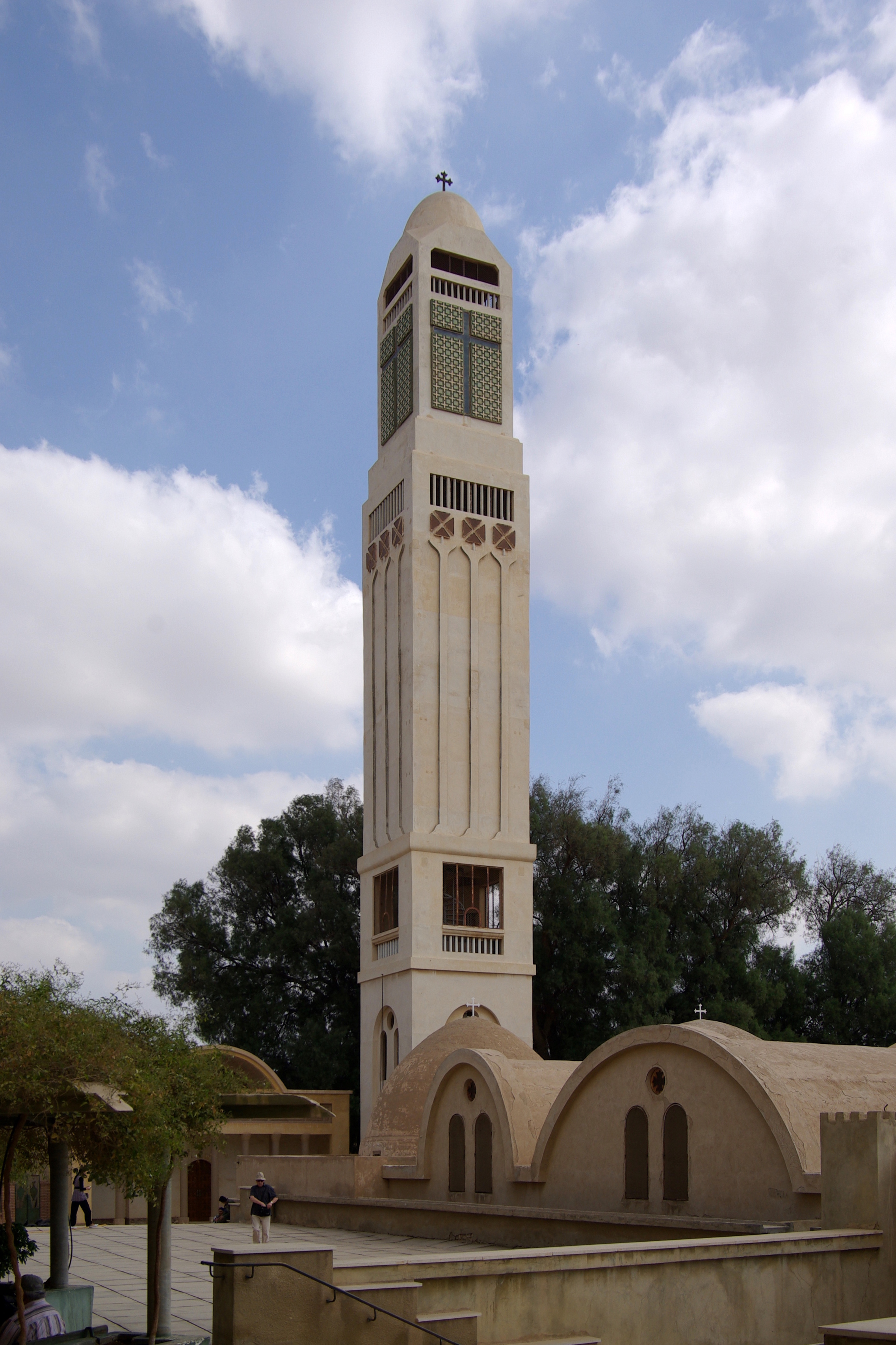
Mosteiro de São Macário, o Grande, Scetes, Egito
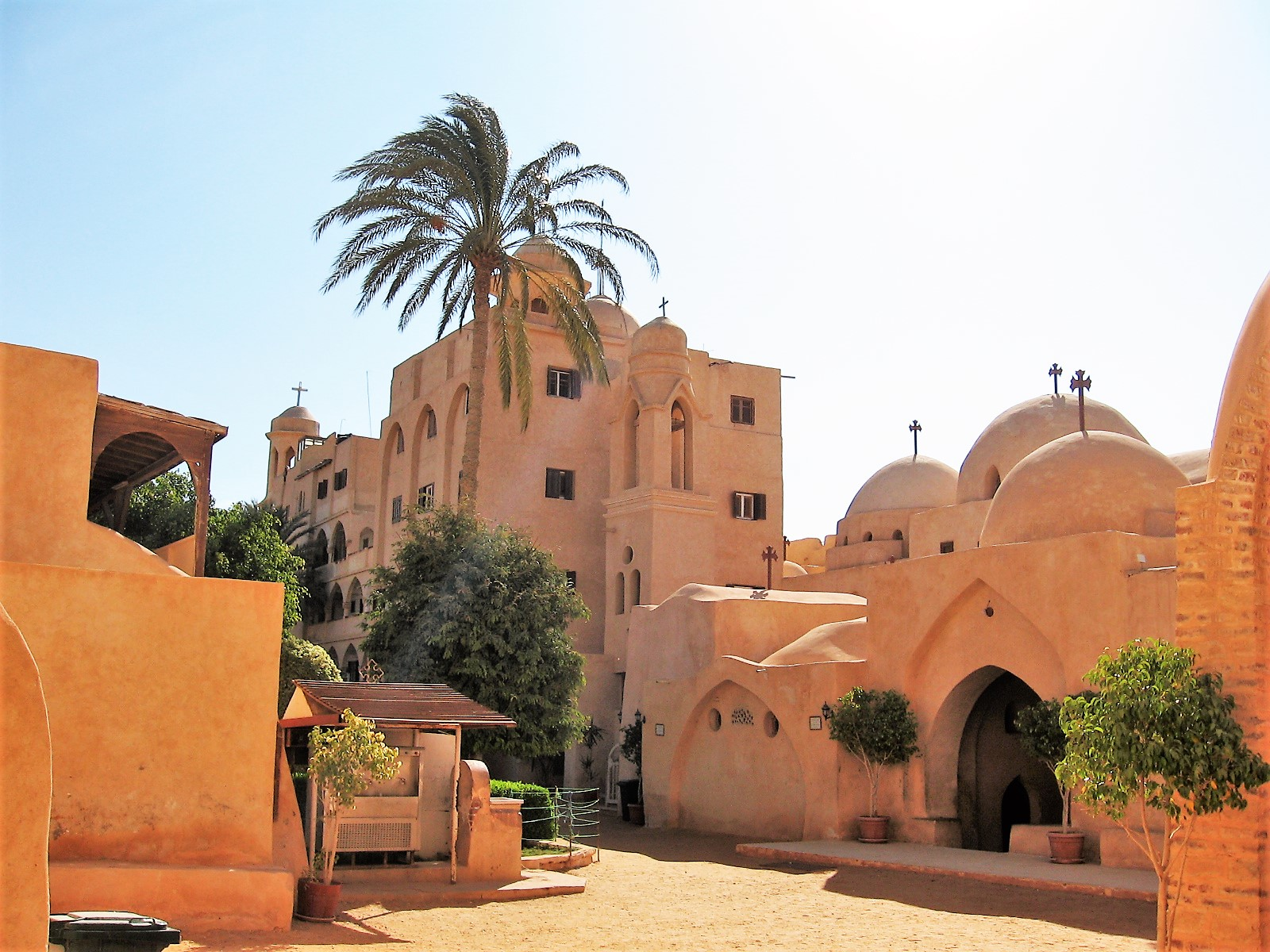
Monastério Sírio, Scetes, Egito
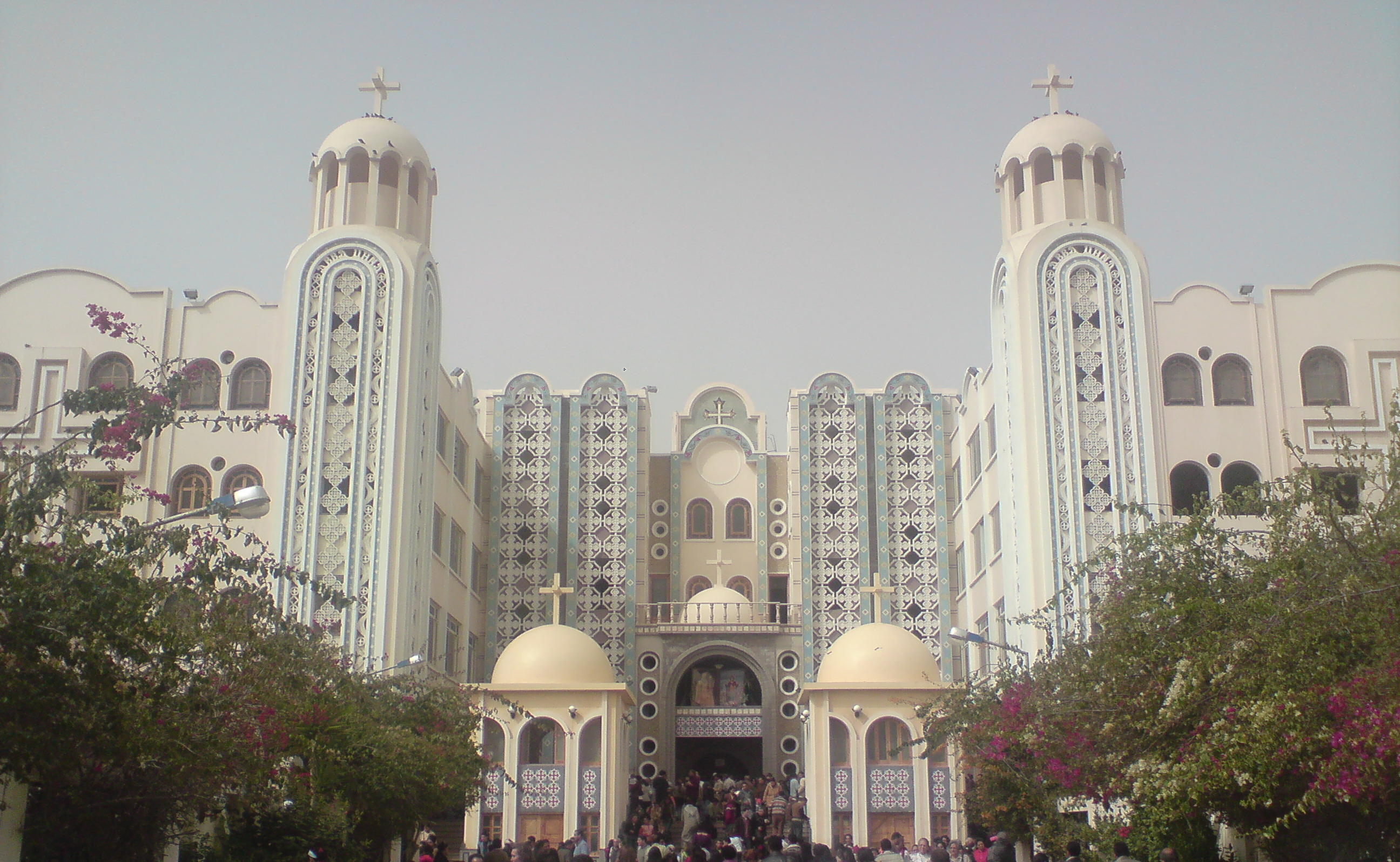
Mosteiro de São Mena, Deserto Ocidental, Egito
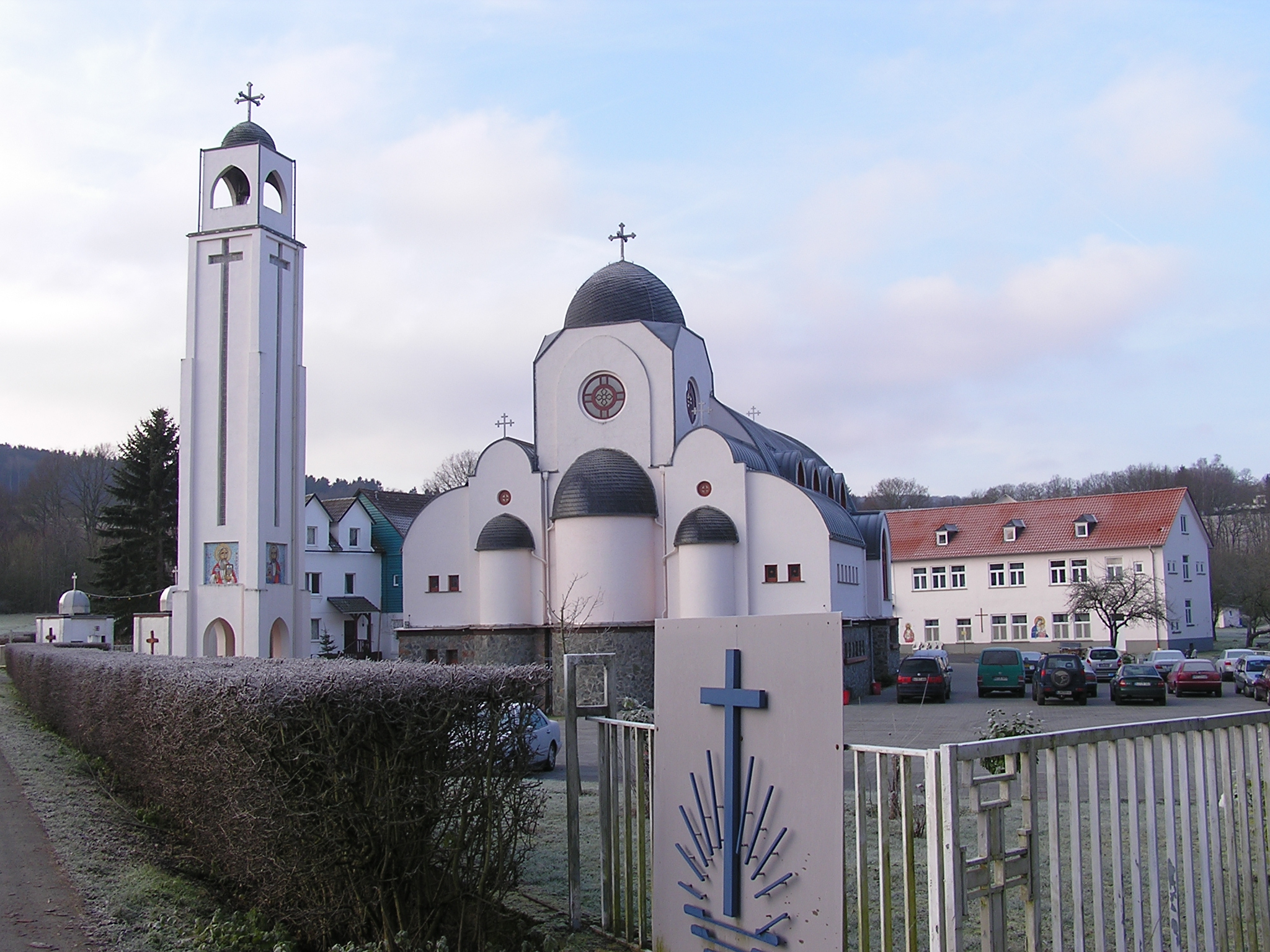
Mosteiro de Santo Antônio, Kröffelbach, Alemanha
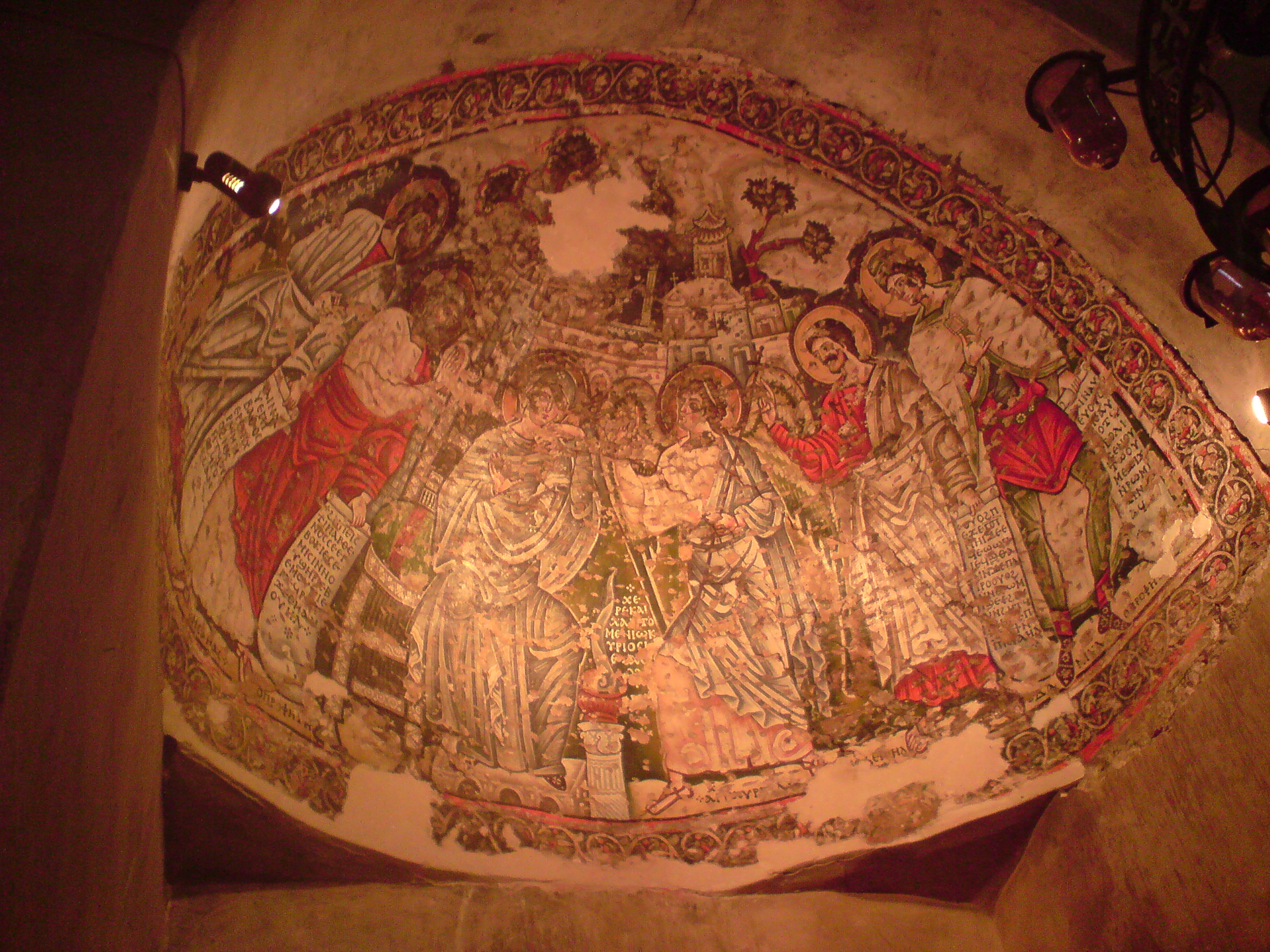
Afrescos no Mosteiro Sírio, Scetes, Egito
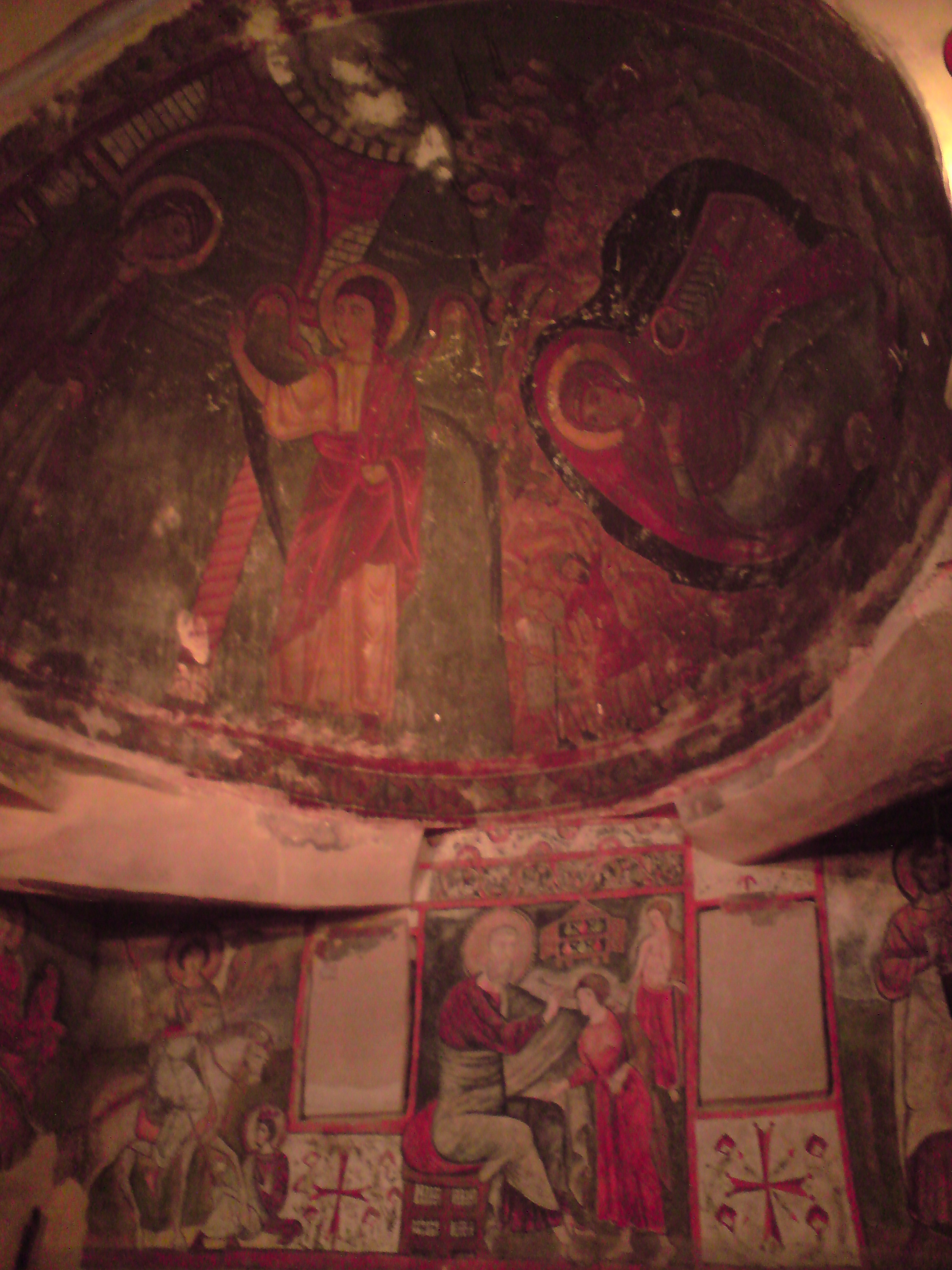
Afrescos no Mosteiro Sírio, Scetes, Egito

## Referência
1. 1 2  «Monasticism in Egypt». web.archive.org. 22 de outubro de 2009. Consultado em 16 de dezembro de 2022
2. ↑  Winters, Dennis A. (1988). «The First Buddhist Monasteries». The Tibet Journal (2): 12–22. ISSN 0970-5368. Consultado em 16 de dezembro de 2022
3. ↑  Harl, Kenneth W. (2001), The world of Byzantium, ISBN 1-56585-090-4, Teaching Co, OCLC 54752679, consultado em 17 de dezembro de 2022
4. ↑  «Coptic Centre, UK». web.archive.org. 12 de julho de 2007. Consultado em 17 de dezembro de 2022
5. ↑  «Religion: The Desert Revival - TIME». web.archive.org. 14 de março de 2011. Consultado em 17 de dezembro de 2022
6. ↑  «Coptic Monasteries & Convents in Egypt, USA & Europe Links and Websites | St-Takla.org». st-takla.org. Consultado em 17 de dezembro de 2022